# Lagotis praecox
Lagotis praecox är en grobladsväxtart som beskrevs av William Wright Smith. Lagotis praecox ingår i släktet Lagotis och familjen grobladsväxter. Inga underarter finns listade i Catalogue of Life.